# 中山道69次資料館
中山道69次資料館（なかせんどう69つぎしりょうかん）は、長野県北佐久郡軽井沢町大字追分にある中山道に関する資料展示施設である。館長は岸本豊（『中山道69次を歩く』『北国街道を歩く』などの著書がある）。

## 概要
- 2階建ての館内に6つの展示室があり、日本橋から京都三条大橋までの江戸時代の浮世絵と現在の比較、写真で宿の変遷などが展示されている。
- 所蔵資料の書籍は、手にとって読むことができる。江戸時代の道中奉行が保持していたと言われる「中山道分間延絵図」の復刻版が揃っている。
- 資料館の庭（休館日でも観覧できる）は、日本橋から京都三条大橋までの中山道69次巡りの疑似体験ができるようになっている。

## 利用案内
詳細は外部リンク節にある公式サイトを参照のこと。
- 開館時間：10時から17時まで（入館は16時半まで）
- 休館日：火曜日・水曜日および冬季
- 入館料：大人500円（団体400円）、中高生200円

　（入館券は2回まで使用可能）